# هانس ماير (صحفي)
هانس ماير (بالألمانية: Hans Mayer)‏ (و. 1907 – 2001 م) هو صحفي، وكاتب، وناقد أدبي، وأستاذ جامعي، وشاعر قانوني ‏، وعالم موسيقى من ألمانيا، وألمانيا الشرقية، ولد في كولونيا، كان عضوًا في الحزب الديمقراطي الاجتماعي الألماني، توفي في توبينغن، عن عمر يناهز 94 عاماً.

## مناصب
تولى منصب رئيس تحرير
.

## التعليم
تعلم في جامعة بون، وتعلم في جامعة كولونيا، وتعلم في جامعة هومبولت في برلين
.

## جوائز
حصل على جوائز منها:
- جائزة هاينريش مان  [لغات أخرى]‏ (1995)[6]
- الوسام النمساوي للعلوم والفنون  [لغات أخرى]‏ (1990)
- Ernst Bloch Award  [لغات أخرى]‏ (1988)
- جائزة هاينريش بول (1980)
- النيشان الذهبي للخدمات المقدمة لمدينة فيينا ‏
- نيشان الفنون والآداب من رتبة ضابط
- وسام الصليب الأكبر من رتبة استحقاق من جمهورية ألمانيا الاتحادية
- الجائزة الوطنية لجمهورية ألمانيا الديمقراطية

## روابط خارجية
- هانس ماير على موقع مونزينجر (الألمانية)
- هانس ماير على موقع ديسكوغز (الإنجليزية)